# Zilla (potwór)
Zilla (jap. ジラ  Jira) – fikcyjny olbrzymi potwór (kaijū) z filmów fantastycznonaukowych, którego wygląd zaprojektował Patrick Tatopoulos. Pierwotnie nazywany był Godzillą. Po raz pierwszy pojawił się jako amerykańska wersja Godzilli o tym właśnie imieniu w filmie Godzilla z 1998 roku w reżyserii Rolanda Emmericha, będącym amerykańskim remakiem japońskiego oryginału z 1954 roku.

## Opis potwora
W filmie z 1998 wyjaśniono, iż potwór pierwotnie był przedstawicielem gatunku legwana morskiego, jaki zamieszkiwał wyspy Polinezji Francuskiej. Na skutek przeprowadzanych próbnych wybuchów jądrowych, uległ on mutacji popromiennej, w wyniku której przekształcił się w monstrualne dwunożne stworzenie przypominające teropoda. W poszukiwaniu dogodnego dla siebie miejsca lęgowego, dotarł do Nowego Jorku. W filmie nazwę Godzilla zawdzięcza amerykańskiemu reporterowi, który przeinaczył słowo Gojira, tę nazwę zaś nadał monstrum ocalały członek załogi, który jako jedyny przeżył jego atak (w tym filmie termin Gojira odnosił się do fikcyjnego potwora z japońskiej mitologii). Został zabity przez lotnictwo po zaplątaniu się w liny podtrzymujące Mostu Brooklińskiego. Pod koniec filmu ukazano scenę, w której z jedynego ocalałego jaja wykluwa się młode.
W animowanym spin-offie Godzilla z lat 1998–2000 ocalałe młode dorasta, jednak traktuje Nicka Tatopoulosa jako swojego rodzica. Początkowo uznawany jest jako zagrożenie, z czasem traktuje się go jako protektora przed innymi mutantami, które zaczęły nawiedzać Ziemię. Służy w organizacji H.E.A.T. założonej przez Tatopoulosa w celu wykrywania mutantów. Oryginalny Godzilla z filmu z 1998 roku powrócił w serialu jako zombie-cyborg wskrzeszony przez Tachyonów, którzy przejęli bazę wojskową, w której truchło potwora było przeznaczone do badań. Był jednym z wielu mutantów będących pod kontrolą Tachyonów, którzy używali ich jako narzędzi w swych planach podbicia Ziemi. 
Amerykański Godzilla nie potrafił w ogóle zionąć snopem energii atomowej, jak czynił to oryginalny Godzilla. Zamiast tego z jego pyska wydobywał się łatwopalny gaz (na filmie widać to tylko dwa razy). Dopiero w serialu animowanym Godzilla pokazano, że ocalałe potomstwo potwora zdolne było zionąć zielonym ogniem. 
W 2004 roku w filmie Godzilla: Ostatnia wojna Zilla wystąpił jako jeden z potworów atakujących cały świat. Celem Zilli było Sydney. Wraz z innymi potworami został teleportowany nagle przez kosmitów zwanych Xilieniami, chcących ocalić Ziemian. Jednak okazało się, że to Xilieni stali za atakami potworów jako część planów podbicia Ziemi. Doktor Miyuki Otonashi wykazała, że Zilla i inne potwory mają w sobie zasadę M (jap. M塩基 M Enki; ang. M-Base), dzięki czemu Xilieni mogą je kontrolować. W odpowiedzi Siły Obrony Ziemi (oryg. Earth Defense Force) wypuściły z Obszaru G (oryg. Area G) Godzillę, gdyż ten jest pozbawiony zasady M i może stanowić największą obronę Ziemi. Dowódca Xilienów rozkazał teleportowanie Zilli do Sydney, by stoczył bój z Godzillą. Zilla biegł wprost na przeciwnika tylko po to, by zostać mocno odbity ogonem w stronę Opery Sydney. Godzilla nie tracąc czasu zabił go swym termonuklearnym promieniem. Dowódca Xilienów stwierdził, że wiedział o bezużyteczności Zilli. Zilla w tym filmie to pierwszy w historii japońskiego Godzilli potwór całkowicie wygenerowany komputerowo.

## Odbiór
Potwór, jak i cały film, nie zdobył sobie przychylności fanów oryginalnej serii o Godzilli, mając wśród nich sławę kiepskiej, wygenerowanej komputerowo podróbki niemającej nic wspólnego z prawdziwym, japońskim Godzillą. Jedyną formą kontynuacji był animowany spin-off pod tytułem Godzilla (Godzilla: The Series) z lat 1998–2000, który spotkał się z większą przychylnością fanów jako bliższy klimatowi japońskiego pierwowzoru. Zły odbiór amerykańskiej wersji Godzilli skłoniła wytwórnię Tōhō do wznowienia serii. W filmie Godzilla: Ostatnia wojna został pokonany w około 16 sekund – była to najkrótsza walka w historii Godzilli i symbolicznie ostateczna porażka amerykańskiej wersji.

## Nazewnictwo
Pewien problem stanowi nazewnictwo potwora. Można spotkać się z nieco inną wersją, wedle której Zilla (którą stworzył reżyser Ryūhei Kitamura) to nazwa tylko potwora z filmu Godzilla: Ostatnia wojna (jap. ゴジラ ファイナルウォーズ Gojira: Fainaru Wōzu; ang. Godzilla: Final Wars), podczas gdy potwór z Godzilli z 1998 jest nazywany GINO (skrót z ang. Godzilla In Name Only – Godzilla tylko z nazwy). Zazwyczaj jednak oba te potwory są ze sobą utożsamiane, a imię Zilla i GINO są używane zamiennie.